# كأنك لا تراها
كأنك لا تراها هي عمل روائي للكاتبة الأمريكية ماري هيغينز كلارك،
لايسى فاريل هي النجم الصاعد في عالم العقارات في مانهاتن. عملها هو مفتاحها إلى شقق الآخرين وحياتهم. في إحدى تلك الشقق تشهد جريمة قتل. وقبل أن تلتقط المرأة المحتضر انفاسها تسلمها دفتر يوميات ابنتها المتوفاة مقتنعة بأنه ما كان يسعى وراءئه القاتل.
كان من الممكن أن تقفل الباب على تلك القصة وتمضى إلا أن فضولها يورطها فتحتفظ بنسخة من اليوميات ثم تسلم الأصل إلى الشرطة. وكأن الأحداث الغريبة تتعاقب لتثبت لها بأنها بخطوتها المتهورة هذه أصبحت الاسم التالى على قائمة القاتل.

## نبذة عن الكاتبة
روائية أمريكية ولدت في 24 ديسمبر العام 1927م. تكتب هيغينز الروايات التشويقية. ولقد احتلت جميع كتبها، والبالغة 51 كتابا، قوائم الأكثر مبيعا في كل من الولايات المتحدة ومختلف الدول الأوروبية.

## وصلات خارجية
- صفحة رواية كأنك لا تراها على موقع جود ريدز